# Liste der Mitglieder des Gothaer Landtags (1853–1856)
Diese Liste nennt die Mitglieder des Gothaer Landtags in seiner Wahlperiode 1853–1856.
| Wahlbezirk | Name                            | Stand                                                   | Ort             | Anmerkung     |
| ---------- | ------------------------------- | ------------------------------------------------------- | --------------- | ------------- |
| I          | Thankmar Bieber                 | Stadtgerichtsrat                                        | Gotha           |               |
| II         | Paul Cyriax                     | Kaufmann                                                | Gotha           |               |
| III        | Gustav Berlet                   | Regierungs- und Justizassessor                          | Gotha           | Schriftführer |
| IV         | Carl Friedrich Heinrich Credner | Regierungs- und Bergrat                                 | Gotha           |               |
| V          | Friedebald Härter               | Amtscommissär                                           | Ohrdruff        |               |
| VI         | David Christ                    | Metzgermeister                                          | Waltershausen   |               |
| VII        | Carl Ritz                       | Kanzleirat                                              | Gotha           |               |
| VIII       | Carl Oscar Bretschneider        | Regierungsassessor                                      | Gotha           |               |
| IX         | Freiherr Helmuth von Plessen    | Hofrat und Vorsitzender der General-Ablösungskommission | Gotha           |               |
| X          | Albert Sterzing                 | Stadtgerichtsaktuar                                     | Gotha           |               |
| XI         | Friedrich Gottlieb Becker       | Hofrat                                                  | Gotha           | Präsident     |
| XII        | Eduard Georg Wenige             | Kaufmann                                                | Friedrichroda   |               |
| XIII       | Adolph Reuschel                 | Rendant                                                 | Thal            |               |
| XIV        | Friedrich Wilhelm Regel         | Justizamtmann                                           | auf Tenneberg   |               |
| XV         | Edmund Ritter                   | Gerichtsamtmann                                         | Friedrichswerth |               |
| XVI        | Lencer                          | Schultheiß                                              | Bufleben        |               |
| XVII       | Friedrich Leopold von Küttner   | Lieutenant a. D.                                        | Döllstedt       |               |
| XVIII      | Küttner                         | Schultheiß                                              | Günthersleben   |               |
| XIX        | Christian Friedrich Dost        | Schultheiß                                              | Ichtershausen   |               |

Der ständige Ausschuss wurde aus Becker, Berlet, von Plessen, Ritz und Cyriax gebildet.